# 富蘭克林 (門羅縣)
富蘭克林（英語：Franklin）是一個位於美國阿拉巴馬州門羅縣的非建制地區。該地的面積和人口皆未知。

## 地理
富蘭克林的座標為31°42′50″N 87°24′43″W / 31.71389°N 87.41194°W，而該地的平均海拔高度為101米（即331英尺）。